# Aina Ferrer Torrens
Aina Ferrer Torrens  (Inca, Baleares, 22 de octubre del 1959) es una poeta española.
Aina se licenció en Biología y ejerce como profesora de educación infantil y primaria.
Como poeta, es miembro, al igual que María Victoria Secall, del colectivo “Fart D'art”, pelotón poético, tratando de divulgar la poesía mediante montajes de poesía entre otras actividades.
Además, sale en el documental de poetas mallorquinas “Som elles” en el año 2012, de Aina Riera.

## Obra
Entre otras obres podemos destacar los poemaros “Exili per a dues ales” (Ayuntamiento de Inca, 1988), “De l’absència, variacions” (Ayuntamiento de Binisalem, 1992), “Perspectiva de pronoms” (Fruits del temps, 1992), “En el saltant de l’aigua” (Perifèrics, 2000) “Joc de contraris” (Viena, 2008). Sus obras poéticas forman parte de antologías como por ejemplo “Pas en vers”, colección Paraula de Poeta (Consejería de Educación y Cultura del Gobierno de las Islas Baleares, 2008) y “13 x 3” Poesia perifèrica (Perifèrics, 2006).

## Reconocimientos
El año 2007 recibió el premio de poesía Joan Tejedor de los Premios Literarios Ciudad de Olot.